# 四畳半襖の下張
『四畳半襖の下張』（よじょうはん ふすまのしたばり）は、永井荷風作の小説、および作者不詳の春本である。本項では主に後者について記述する。
小説は、荷風が1917年（大正6年）に、雑誌『文明』に発表した短編小説。古人「金阜山人」の手記を作者が紹介するという形式を取り、戯作に志す主人公がさまざまな経験を経て、最後には置屋の主人となるという筋。『荷風全集 第12巻』（岩波書店、1992年）所収。
春本版は、作者不詳ながら冒頭に「金阜山人戯作」とあるため、荷風の作と伝えられ、後述のようにそれを認める説が現在でも有力である。太平洋戦争中からその存在が知られ、戦後にカストリ本として流布され、春本における傑作の一つとされてきた。1972年（昭和47年）、雑誌『面白半分』に掲載されて摘発を受け、その後の「四畳半襖の下張事件」裁判において特に有名になった。

## 春本版の概要
作者「金阜山人」がたまたま買った元待合の古家で、四畳半の襖の下張から古人の手になる男女の情交をつづった春本を見つけ、それを浄書して読者に紹介するという説明が導入部にある（関東大震災の翌年（1924年）に記した旨の記述がある）。
「はじめの方は、ちぎれてなし」という説明ののちにはじまる「古人作の春本」は、老人もしくは中年者と思しき人物の回顧風の文章が冒頭に置かれており、性体験の遍歴や年齢とともに変ってゆく女性観・性意識などが述べられた後、「おのれ女房のお袖」が芸者であった時分の交渉が物語られる。性行為の描写が終わると、お袖との結婚後の模様が作者の女遊びなどを交えて簡潔に記され、話は唐突に終る。
いわゆる「入れ子細工」（枠物語）の構造は、荷風作の短編小説にしばしば見られる特徴である。

## 評価
文体は江戸中期ごろの人情本・滑稽本などに範をとったと思しき擬古文で記されており、同時期の文語体春本の多くが明治期の文章に倣っているのに比べて格段に流麗かつ古風であり、作者の素養の高さが窺える。
小説・春本としての特色は、性行為を描きながらも、読者を興奮させるためのポルノ性の高い直接的な描写は少なく、逆に短いながらも、行為を通して女の情や性格をスケッチしてゆく、するどい観察や描写にある。
たとえば、男が女の疲れを気遣って射精を我慢したまま行為を終えた後に、女が「あなたもちやんとやらなくちやいやよ、私ばかり何ば何でも気まりがわるいわ、と軟に鈴口を指の先にて撫でる工合」を見て、「この女思ふに老人の旦那にでもよくよく仕込まれた床上手と覚えたり」と男が思うあたりには、作者の観察の鋭さ、人間描写の巧みさがあらわれている。また騎乗位での行為の後、男の体の上で素裸になっていることに気づいた女が「流石に心付いては余りの取乱しかた今更に恥かしく、顔かくさうにも隠すべきものなき有様、せん方なく男の上に乗つたまゝにて、顔をば男の肩に押当て、大きな溜息つくばかりなり」と感じるあたりは、女性特有の心理をこまかく描いており、他の春本から一線を画すものであり、後の裁判において、被告人側証人であった吉行淳之介が「春本を書こうとして春本以上のものができてしまった」旨の評価をくだす所以ともなった。

## 著者
荷風の日記『断腸亭日乗』の1941年12月20日付には、かつて自宅へ出入していた人物が自分の原稿を偽造し、好事家に売りつけていると憤懣を述べた箇所があり、その中に「春本四畳半襖の下張」の名が上げられている。なお、この人物は当時の門人であった平井呈一と言われている。後に二人の師弟関係は破綻するが、この件がその原因の一つとも言われている。
当時は極一部好事家の間で知られていたのみであったが、戦後のカストリ雑誌ブームの中で、秘かに複数の版が刊行され、次第に有名となった。1948年5月7日、出版社のロゴス社が摘発され、荷風は警視庁の事情聴取を受けた（『断腸亭日乗』1948年5月7日、5月10日付）。この際荷風は、「はじめの部分はおおよそ自分が書いた文章だが、後は他人が書いたもので、自分は知らない」と述べ（城市郎『性の発禁本』）、あくまでも出版社側の改作であり、自らは被害者の立場であることを主張した。
国文学者たちは、この作品の作者について、学問的厳密さを重んじる立場から断言することができないとしているが、石川淳その他の文学者たちは荷風作と断言している。

## 関連作品
- 成沢昌茂監督、三田佳子主演『四畳半物語 娼婦しの』東映、1966年
- 神代辰巳監督、宮下順子主演『四畳半襖の裏張り』日活 1973年[3]
- 梶田征則監督、村上あつ子主演・大鶴義丹（特別出演）・ホリケン。・森月未向出演『発禁本 カストリキネマ 四畳半襖の下張り』パル企画2002年
- 伊勢鱗太朗監督、三上祐希・桜田久美・美里流季主演『四畳半襖の下張り』(2005年5月25日、RUBY）
- 伊勢鱗太朗監督、青井マリ・風間恭子・美里流季主演『四畳半襖の下張り 2』 (2006年8月25日、RUBY）